# Deutscher Kürschnerverband
Die Arbeitnehmervereinigung Deutscher Kürschnerverband wurde 1902 gegründet. Die freie Gewerkschaft organisierte Pelzarbeiter im Deutschen Kaiserreich und in der Weimarer Republik.
Im Gründungsstatut waren die Ziele des Verbands festgelegt:
Der Zweck des Deutschen Kürschnerverbands soll erreicht werden:
a) Durch Pflege der Solidarität und des geselligen Verkehrs der Mitglieder in den Zahlstellen; durch Abhaltung regelmäßiger Mitgliederversammlungen und Vorträge, und hat alle Monat mindestens eine Versammlung stattzufinden.
b) Durch mögliche Beschränkung der Arbeitszeit, Beseitigung der Überstunden und Sonntagsarbeit, Regelung des Arbeitsnachweises und des Herbergswesens.
c) Rechtsschutz in gewerblichen und solchen Streitigkeiten, in welche die Mitglieder infolge ihrer Verbandstätigkeit geraten; ferner in Krankenkassen-, Invaliditäts- und Altersversicherungsangelegenheiten, soweit dieselben die Reichsversicherungsgesetze betreffen.
d) Aufnahme einer zeitweiligen Berufsstatistik.
e) Die Verbandsleitung gewährt ihren Mitgliedern Unterstützung, welche infolge ihrer Tätigkeit für den Verband oder infolge Arbeitseinstellung oder Aussperrung arbeitslos geworden sind. Sämtliche Unterstützungen sind freiwillige und steht den Mitgliedern kein Klagerecht zu.
f) Unentgeltliche Lieferung eines Zentralorgans.

## Geschichte
Im Oktober 1901 wurde zum 1. Januar 1902 auf einem Kongress in Leipzig der Kürschner-Verband gegründet, fünf Jahre nach Auflösung der Vorgängervereinigung Verband deutscher Kürschner, Zurichter, Mützenmacher und verwandter Berufsgenossen. Sitz des Verbandes war Hamburg. Die Anregung zur Neugründung ging von den Pelzzurichtern aus, die 1892 nach einer Generalversammlung in Weißenfels aus dem Kürschnerverband ausgetreten waren und damit dazu beigetragen hatten, dass derselbe kurz nach Gründung der Zentralverbände bereits „dahinsiechen musste“. Dass es gerade die Zurichter waren, die den erneuten Zusammenschluss forcierten, lag unter anderem daran, dass sie um 1901 in heftige Auseinandersetzungen mit den Arbeitgebern verstrickt waren. Die Neugründung fiel in eine günstige Zeit, da sich Deutschland seit sechs Jahren in einem wirtschaftlichen Aufstieg befand, an dem das gesamte Pelzgewerbe einen reichlichen Anteil hatte.
Beigetreten waren der Zurichterverband mit seinen Ortsgruppen, der Leipziger Kürschnerverein, Hamburg und Breslau. Im Lauf des ersten Jahres kamen zahlreiche Ortsvereine und Zahlstellen hinzu. Eine besondere Bedeutung für den Erfolg kam dem Hamburger Kollegen Ernst Schubert zu, der seine leitende Arbeit anfangs ehrenamtlich ausgeübt hatte. Nicht dabei waren die Hilfsarbeiter, die sich im Fabrikarbeiterverband besser aufgehoben fühlten.
Während die ersten beiden Jahre ohne Auseinandersetzungen mit den Arbeitgebern vergingen, sah es in der zweiten Periode 1904/1905 nicht so günstig aus. Sie war eine Zeit harter Lohnkämpfe. Der Verband zahlte in den beiden Jahren 41.1378 Mark Streik- und Gemaßregeltenunterstützung, 1905 der Berliner Lokalverband  zusätzlich 22.178 Mark, „für unser kleines Gewerbe mit damals 10.000 bis 11.000 Beschäftigten eine beträchtliche Summe“. Streiks gegen die Einführung der Maschine im Jahr 1904 in den Zurichtereien führten zu keinem Erfolg. Mit dem Arbeitgeberverband wurden später Kartellverträge abgeschlossen, die unter anderem die ausschließliche Beschäftigung von Mitgliedern des Kürschnerverbands vorsahen, sowie im Gegenzug die Verpflichtung der Kürschnerverbandsmitglieder nur bei den entsprechenden Arbeitgebern in Lohn zu treten.
Nach Ende des Ersten Weltkrieges im Jahr 1918 war der Verband auf 22 Filialen beziehungsweise Zahlstellen geschrumpft. Am Jahresschluss 1919 waren es wieder 45, mit 3716 männlichen und 5108 weiblichen Mitgliedern. Zur 5. Verbandstagung am 21. Juni 1920 in Leipzig waren es, erneut vermehrt, insgesamt 10.300 Mitglieder.
Der Verband war Mitglied in der Generalkommission der Gewerkschaften Deutschlands und 1919 Gründungsmitglied beim Nachfolger Allgemeiner Deutscher Gewerkschaftsbund. International war die Gewerkschaft im Internationalem Kürschner-Sekretariat aktiv.
Am 1. Januar 1924 schloss sich die Gewerkschaft dem Deutschen Bekleidungsarbeiter-Verband an. Außer in Berlin vollzog sich der Übergang reibungslos, der Verlust von etwa 4600 Mitgliedern wurde vom Verband als vor allem der Inflation geschuldet angesehen. Die Berliner Organisation spaltete sich in zwei Teile, obwohl etwa 1350 Mitglieder ihre Karten zum Umschreiben abgegeben hatten, gingen viele zur Opposition über, ein weiterer großer Teil verzichtete auf das Verbleiben in einer Organisation.

## Vorsitzender
- 1902–1910: Ernst Schubert
- 1910–1923: Albert Regge